# ألان مايز
ألان مايز (بالإنجليزية: Alan Mayes)‏ هو لاعب كرة قدم بريطاني في مركز الهجوم، ولد في 11 ديسمبر 1953 في إدمونتون ‏ في المملكة المتحدة. لعب مع سويندون تاون وكوينز بارك رينجرز ونادي بلاكبول ونادي تشيلسي ونادي كارلايل يونايتد ونادي واتفورد ونورثامبتون تاون ونيوبورت كونتي وويكمب وندررز.